# Mendionde
Mendionde é uma comuna francesa na região administrativa da Nova Aquitânia, no departamento dos Pirenéus Atlânticos. Estende-se por uma área de 21,18 km². Em 2010 a comuna tinha 868 habitantes (densidade: 41 hab./km²).